# Glock (Waffenhersteller)

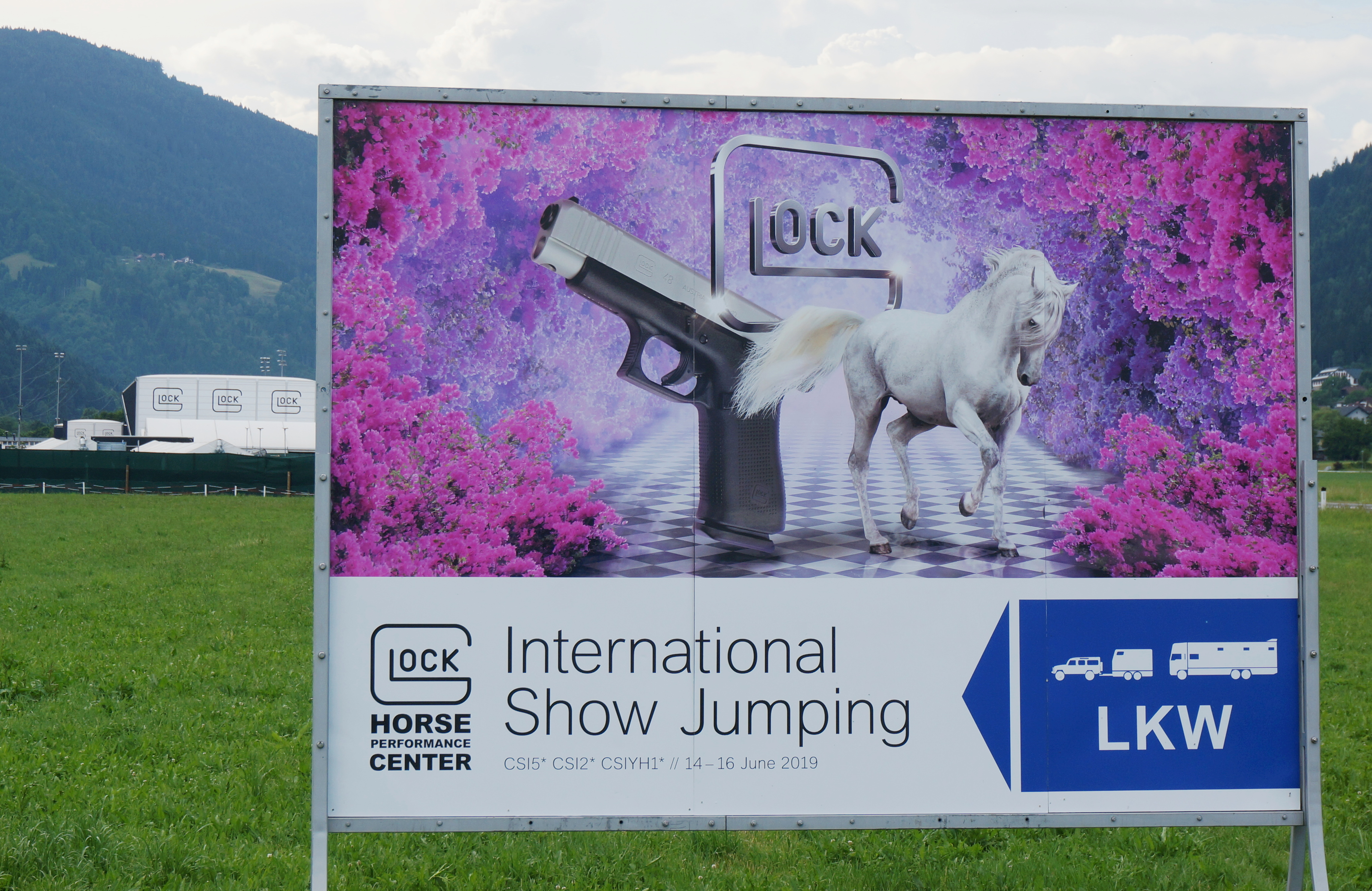
Gaston Glock Horse Performance Center, Kärnten

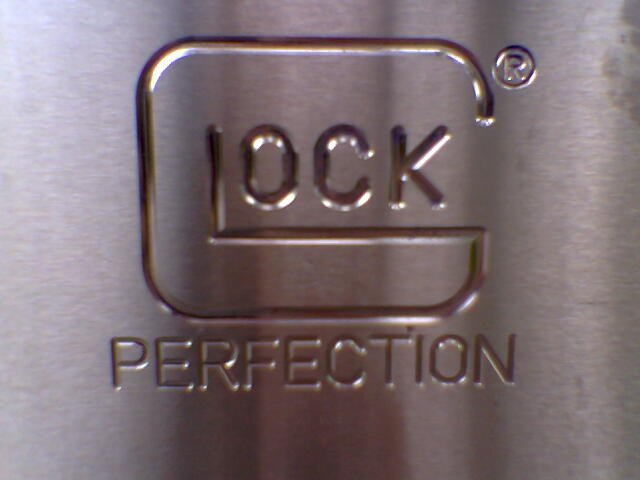
Das Unternehmenslogo findet sich auf jeder Schusswaffe

Die Glock GmbH (eigentlich: Glock Gesellschaft m.b.H.) ist ein österreichischer Waffenhersteller, bekannt für seine Feldmesser und Pistolen, mit Sitz in Deutsch-Wagram.
Das Unternehmen hält sich bezüglich Kennzahlen bedeckt. In Deutsch-Wagram waren 2012 rund 240 Mitarbeiter beschäftigt der Umsatz lag 2016 bei 710 Millionen Euro und der Gewinn bei 162 Millionen Euro.

## Geschichte
Das Unternehmen wurde 1963 als Glock KG in Deutsch-Wagram, Niederösterreich von Gaston Glock gemeinsam mit seiner Ehefrau Helga Glock gegründet und 1981 in die Glock GmbH umgewandelt. Zusätzlich zur nach wie vor bestehenden Produktionsstätte in Deutsch-Wagram wurde 1985 in Ferlach in Kärnten eine weitere Produktionsstätte begründet, wo sich heute auch der Firmensitz befindet.
In den 1980er Jahren wurde Glock von dem ausgewanderten Österreicher Karl Walter kontaktiert, der in den Vereinigten Staaten Waffen vertreibt. Er besuchte das Unternehmen in Österreich und 1985 unterzeichnete Glock die Papiere zur Eröffnung einer Gesellschaft in den Vereinigten Staaten.
Ab 1986 begann Walter von einem Büro- und Lagergebäude in Smyrna, Georgia die Glock 17 zum Großhandelspreis von 360 und Einzelhandelspreis von 560 Dollar in Amerika zu vertreiben. Der Standort Smyrna besteht bis heute (2021).

## Unternehmen

### Eigentümerstruktur
Stand: 15. Jänner 2021:
| Anteilseigner        | Anteil |
| -------------------- | ------ |
| Glock Privatstiftung | 99 %   |
| Gaston Glock         | 1 %    |

### Beteiligungen
Beteiligungen außerhalb Europas, Stand: 16. November 2015:
| Firma                        | Beteiligung | Land                         |
| ---------------------------- | ----------- | ---------------------------- |
| Glock (H.K.) Ltd.            | 100 %       | Volksrepublik China          |
| Glock America (Uruguay) S.A. | 100 %       | Uruguay                      |
| Glock America S.A.           | 100 %       | Uruguay                      |
| Glock Asia Pacific Ltd.      | 100 %       | Volksrepublik China          |
| Glock De Venezuela, C.A.     | 100 %       | Venezuela                    |
| Glock Do Brasil S.A          | 100 %       | Brasilien                    |
| Glock Middle East (FZE)      | 100 %       | Vereinigte Arabische Emirate |
| Glock Professional, Inc.     | 100 %       | USA                          |
| Glock, Inc.                  | 50 %        | USA                          |

Auf der Website des Unternehmens Glock werden zu Jahresbeginn 2021 folgende Gesellschaften ausgewiesen:
- GLOCK Ges.m.b.H. in Deutsch-Wagram, zuständig für Europa und Afrika
- GLOCK International FZE in Dubai, zuständig für Asien-Pazifik und Mittlerer Osten
- GLOCK International S.A. in Panama-Stadt, zuständig für Lateinamerika und Karibik
- GLOCK Inc. in Smyrna (Georgia), zuständig für USA und Kanada

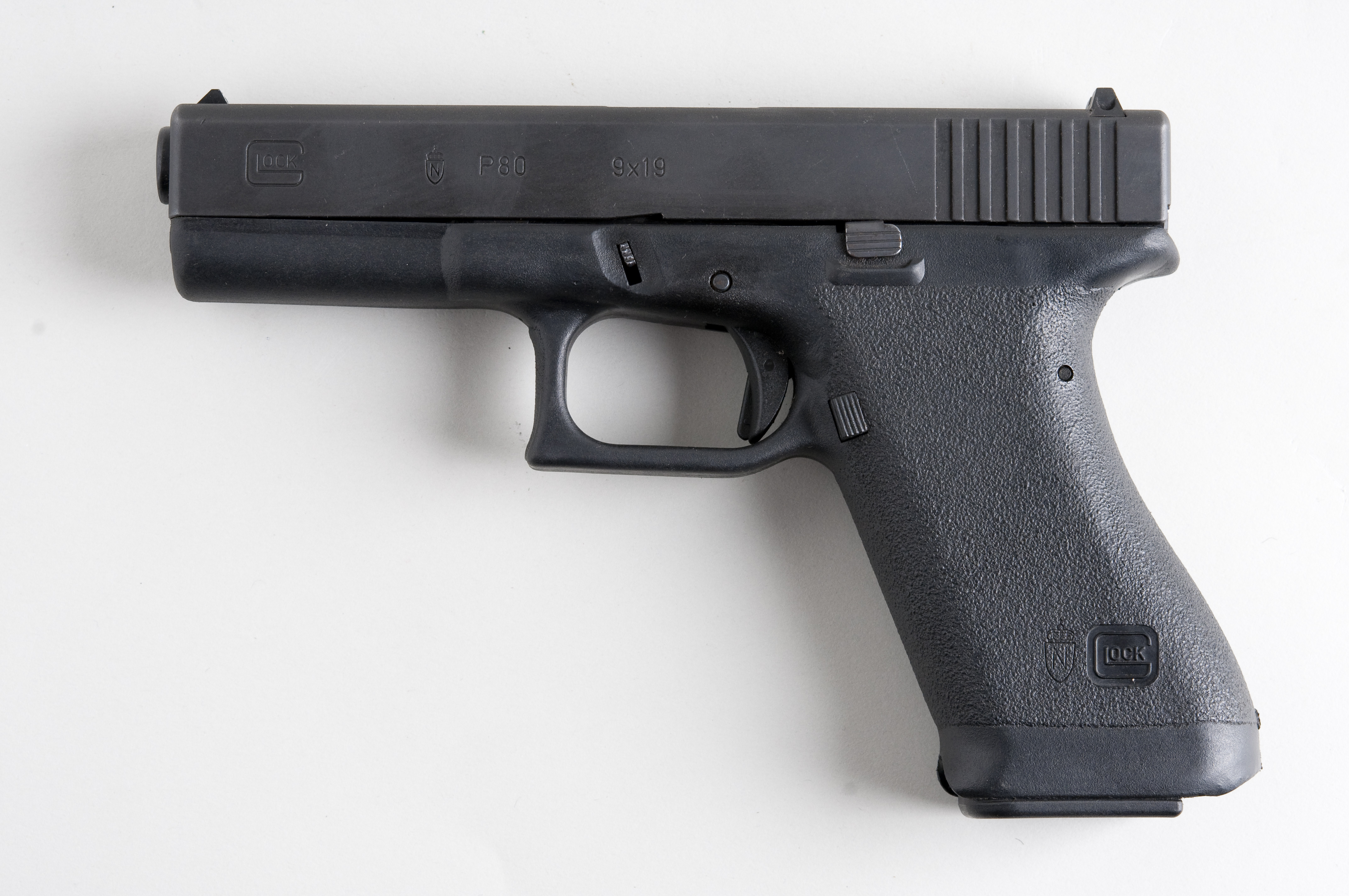
Die Glock 17 war die erste Schusswaffe, die von Glock produziert wurde.

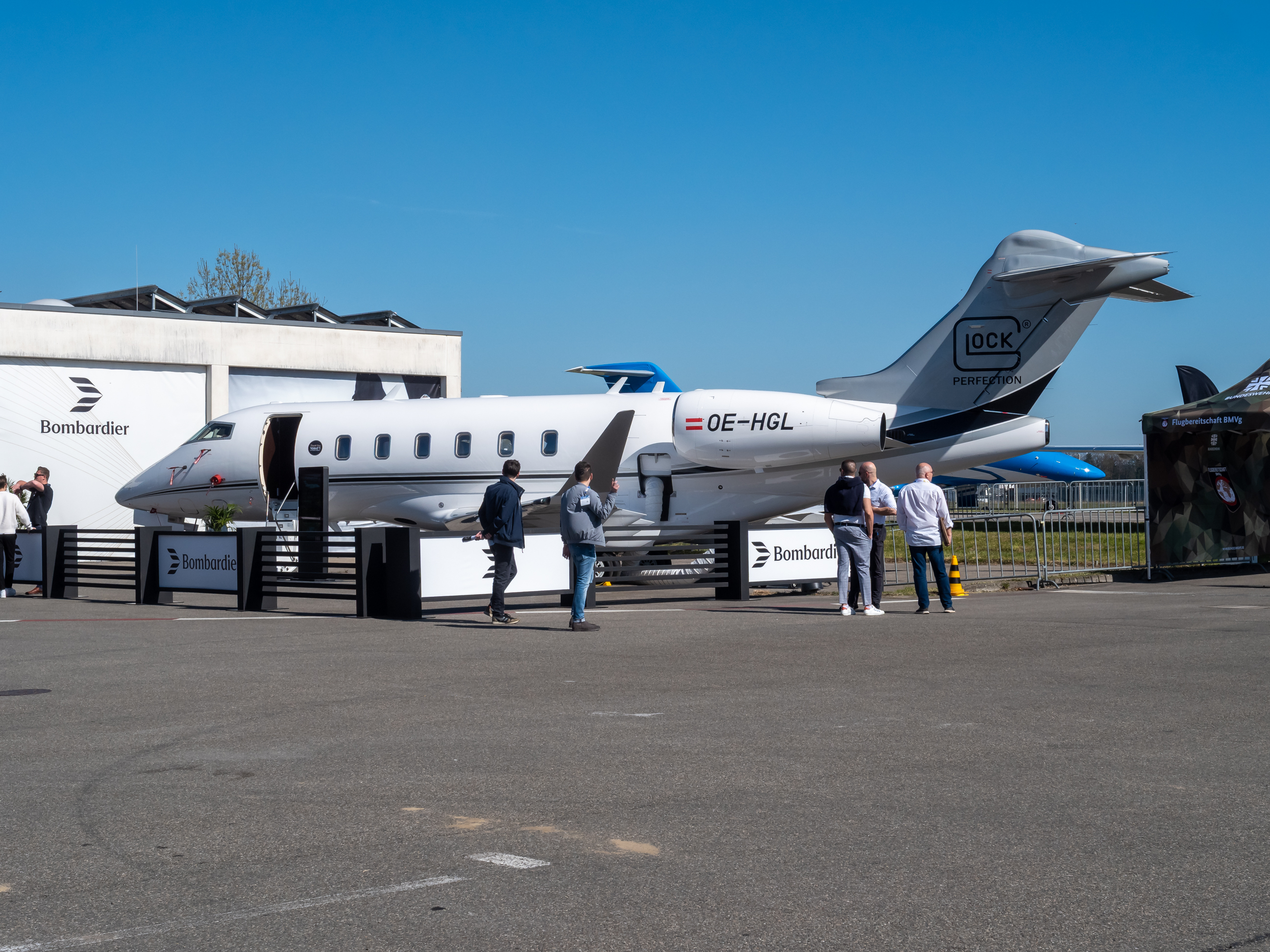
Geschäftsflugzeug der Glock Ges. mbH

## Produkte
Die erste Schusswaffe von Glock war die Glock 17, welche Anfang der 1980er-Jahre unter der Bezeichnung P80 für das österreichische Bundesheer entwickelt wurde. Heute gibt es gut 21 verschiedene Ausführungen von Glock-Pistolen, deren Bauart stets gleich ist, die sich aber im Kaliber (9 mm bis .45 ACP) sowie anderen Details (Länge 160 bis 225 mm, Magazin für 6 bis 33 Schuss) unterscheiden.
Die Waffen gehörten zu den ersten, die mit einem Kunststoffgriffstück entwickelt worden sind, das nur wenige Stahleinlagen besitzt. Diese Tatsache brachte den Waffen anfangs den Namen „Plastikpistole“ ein. Es handelt sich um Selbstladepistolen mit einem „Safe Action“-Abzugssystem, welches das Fehlen einer außenliegenden Sicherung durch drei integrierte Sicherungen kompensiert. Sie gelten als besonders zuverlässig und einfach zu handhaben.
Als Ergänzung zum Schusswaffensortiment sind taktische Lichtmodule, Holster und Messer der Marke Glock erhältlich.
Weiters produziert Glock für verschiedene Heere die folgenden Artikel:
- Glock Feldmesser
- Glock Feldspaten

### Verbreitung
Die Glock-Pistolen sind die Standardfaustfeuerwaffen bei der norwegischen Armee und beim österreichischen Bundesheer, der London Police, der österreichischen Bundespolizei, verschiedenen Spezialeinheiten der deutschen Bundespolizei wie z. B. der GSG 9 und bei rund zwei Dritteln der US-amerikanischen Polizeikräfte.
Außerdem werden zur Ausstattung der neuen irakischen Sicherheitsbehörden Glock-Pistolen verwendet.

## Rechtsstreit um Gesellschaftsanteile
Gaston Glock und seine damalige Ehefrau Helga Glock bauten gemeinsam den „weltweit größten Pistolenhersteller“ auf. Nach der Scheidung Ende Juni 2011 wurde Helga Glock am 30. November 2011 mit Gesellschafterbeschluss der Generalversammlung gemäß Gesellschafter-Ausschlussgesetz (GesAusG) aus dem Unternehmen ausgeschlossen, wogegen Helga Glock auf Nichterklärung klagte.
Am 23. Jänner 2017 wies das Landesgericht Klagenfurt die Klage mit Teilurteil ab. Dagegen erhob sie Berufung und einen Parteiantrag auf Normenkontrolle zur Frage der Verfassungskonformität der von ihr angefochtenen Bestimmungen.
Im Dezember 2017 hielt der Verfassungsgerichtshof in der Rechtssache eine öffentliche Verhandlung ab.
Die beteiligten Parteien argumentierten laut Der Standard/APA:

„Roland Herbst, Helga Glocks Anwalt, sagte, gewisse Bestimmungen des Gesellschafter-Ausschlussgesetzes (GesAusG) verstießen gegen das Recht auf Unverletzlichkeit des Eigentums. Das Bestandsinteresse des Gesellschafters einer GesmbH sei stärker ausgeprägt als das eines Aktionärs einer Aktiengesellschaft. Auch mit einer Barabfindung könne das Bestandsinteresse nicht kompensiert werden.
Ein Gesellschafterausschluss (Squeezeout) von Minderheitsgesellschaftern aus AGs oder GesmbHs ist laut GesAusG in Österreich möglich, wenn der Hauptgesellschafter 90 Prozent Anteil am Grund- oder Stammkapital hält. Der Ausschluss muss auch nicht begründet werden.
Vertreter der Bundesregierung argumentierten vor dem VfGH, dass das GesAusG das öffentliche Interesse verfolge, den Interessen des Hauptgesellschafters an einem Ausschluss von Minderheitsgesellschaften Vorrang vor den Bestandsinteressen der Minderheitseigner zu geben. Die Anwälte von Gaston Glock argumentierten ähnlich und erinnerten daran, dass der Minderheitsgesellschafter seit 2011 den Geschäftsablauf der Firma massiv behindert habe und unter anderem Gesellschafterrechte ‚exzessiv‘ ausnützen würde.“

Mit seinem Erkenntnis vom 27. Juni 2018 (VfGH G30/2017) wies der Verfassungsgerichtshof den Antrag von Helga Glock ab. Demnach treffen die von ihr erhobenen Bedenken „ob der Verfassungsmäßigkeit von §1 Abs1 und Abs4, §3 Abs1 und Abs9, §4 Abs1, §5 Abs1 und Abs2, §9 Abs2 und §10 GesAusG“ nicht zu. Leitsatz:

„Keine Verletzung im Eigentums- und Gleichheitsrecht durch die Möglichkeit des Ausschlusses von Minderheitsgesellschaftern aus einer GesmbH durch Beschluss des mit mindestens neun Zehntel am Nennkapital der Gesellschaft beteiligten Mehrheitsgesellschafters gegen eine angemessene Abfindung; keine Verletzung des Vertrauensschutzes[.]“

In dem Erkenntnis stellte der VfGH in „1.4.2.2 Adäquanz“ – „b.) Interesse des Minderheitsgesellschafters einer GmbH“ fest:

„Ein GmbH-Geschäftsanteil ist also (anders als die Beteiligung eines Kleinaktionärs) typischerweise keine bloße Vermögensanlage. Der ideal- oder realtypische GmbH-Kleingesellschafter ist nicht ein Anleger mit bloßen Vermögensinteressen. Es geht meist um Personen, die dem Unternehmensgründer persönlich nahegestanden und sich gerade deswegen beteiligt haben [Torggler aaO S. 3]. Der vorliegende Anlaßfall ist somit kein Beispiel für eine ausgerissene Ausnahme, sondern für eine typische GmbH-Geschichte: die Gesellschafter sind keine anonymen Finanzinvestoren, sondern das ehemalige Ehepaar (***************** mittlerweile über seine Privatstiftung), das die erste Werkshalle noch selbst gestrichen hat und auf dessen Küchentisch die ersten Pläne gezeichnet wurden; der ausgeschlossene Gesellschafter ist kein Minderheitsaktionär, der an der Börse Aktien gekauft hat, sondern die Ehefrau die in den Gründungsjahren des Unternehmens mit den Kindern am Rücksitz Lieferungen ausfuhr, während ihr Mann seinem Brotberuf nachging, und die noch mit über 70 jeden Tag in ihr Büro kam, in ‚ihrer‘ Gesellschaft. Das ist die österreichische GmbH! Eine ausgerissene Ausnahme ist im vorliegenden Fall der enorme finanzielle Erfolg des Unternehmens – nicht aber die Verbundenheit des Minderheitsgesellschafters, die sich mit ‚nur Geld‘ weder beschreiben noch kompensieren läßt.“

## Unfall 2019
Durch „Befeuerungsversuche“ durch Verbrennen von Wasserstoff mit Sauerstoff unter Bildung von Knallgas mit ungeeigneter Vorrichtung durch bloßes Experimentieren kam es am 5. März 2019 zu einer Explosion, bei welcher der den Versuch durchführende Mitarbeiter getötet wurde. Drei Vorgesetzte wurden 2021 wegen grober Fahrlässigkeit zu Strafen verurteilt.
Ein Urteil wurde vom Höchstgericht 2022 im Strafausmaß reduziert, zwei wurden aufgehoben.